# TESTAMENT (水樹奈々の曲)
「TESTAMENT」（テスタメント）は、水樹奈々の36枚目のシングル。2017年7月19日にKING AMUSEMENT CREATIVEから発売された。

## 録音、制作
「TESTAMENT」のレコーディングは4月6日に行われた。『戦姫絶唱シンフォギア』の主題歌は期を追うごとに曲の難易度が上がっており、汗だくになりながら行った。

## リリース
前作「Destiny's Prelude」と同日リリース。

## プロモーション、マーケティング
本作と「Destiny's Prelude」の発売を記念してニコニコ生放送で7月18日に『水樹奈々 LIVE SELECTION 77min.SP』、7月19日に『水樹奈々ニューシングル「Destiny's Prelude」「TESTAMENT」2枚同時リリース記念　公開ニコ生』を行った。

## アートワーク、パッケージ
6月16日にジャケット写真が公開された。初回製造盤は特製カラーケース仕様。

## 批評
CDジャーナルは、クラシカルなエレガンスさをまとい、エッジの利いたギター、高速の拍打ちビートが鳴り響く勇ましい歌と評した。

## ミュージック・ビデオ
7月7日にYouTubeの『水樹奈々 YouTube Official Channel』で配信された。

## メディアでの使用
| TESTAMENT    | テレビアニメ『戦姫絶唱シンフォギアAXZ』オープニングテーマ                             |
| ACROSS       | スマートフォン向けアプリケーション『テイルズ オブ アスタリア 追憶の楽園』テーマソング |
| ファンタズム | 「なか卯」CMソング                                                                    |

## シングル収録内容
| #         | タイトル         | 作詞       | 作曲                 | 編曲       | 時間  |
| --------- | ---------------- | ---------- | -------------------- | ---------- | ----- |
| 1.        | 「TESTAMENT」    | 水樹奈々   | 上松範康             | 藤田淳平   | 4:01  |
| 2.        | 「ACROSS」       | 吉木絵里子 | 吉木絵里子、華原大輔 | 藤間仁     | 3:57  |
| 3.        | 「ファンタズム」 | 加賀山長志 | 加賀山長志           | 高橋浩一郎 | 3:38  |
| 合計時間: | 合計時間:        | 合計時間:  | 合計時間:            | 合計時間:  | 11:36 |

## チャート
| チャート（2017年）            | 最高位 |
| ----------------------------- | ------ |
| オリコン（週間）              | 2      |
| Billboard Japan Hot 100       | 2      |
| Billboard Japan Hot Animation | 1      |

## カバー
TESTAMENT
- 日笠陽子 - 2023年4月26日発売のアルバム『CrosSing Collection vol.2』に収録。